# Glaire (sécrétion)
Pour les articles homonymes, voir Glaire.

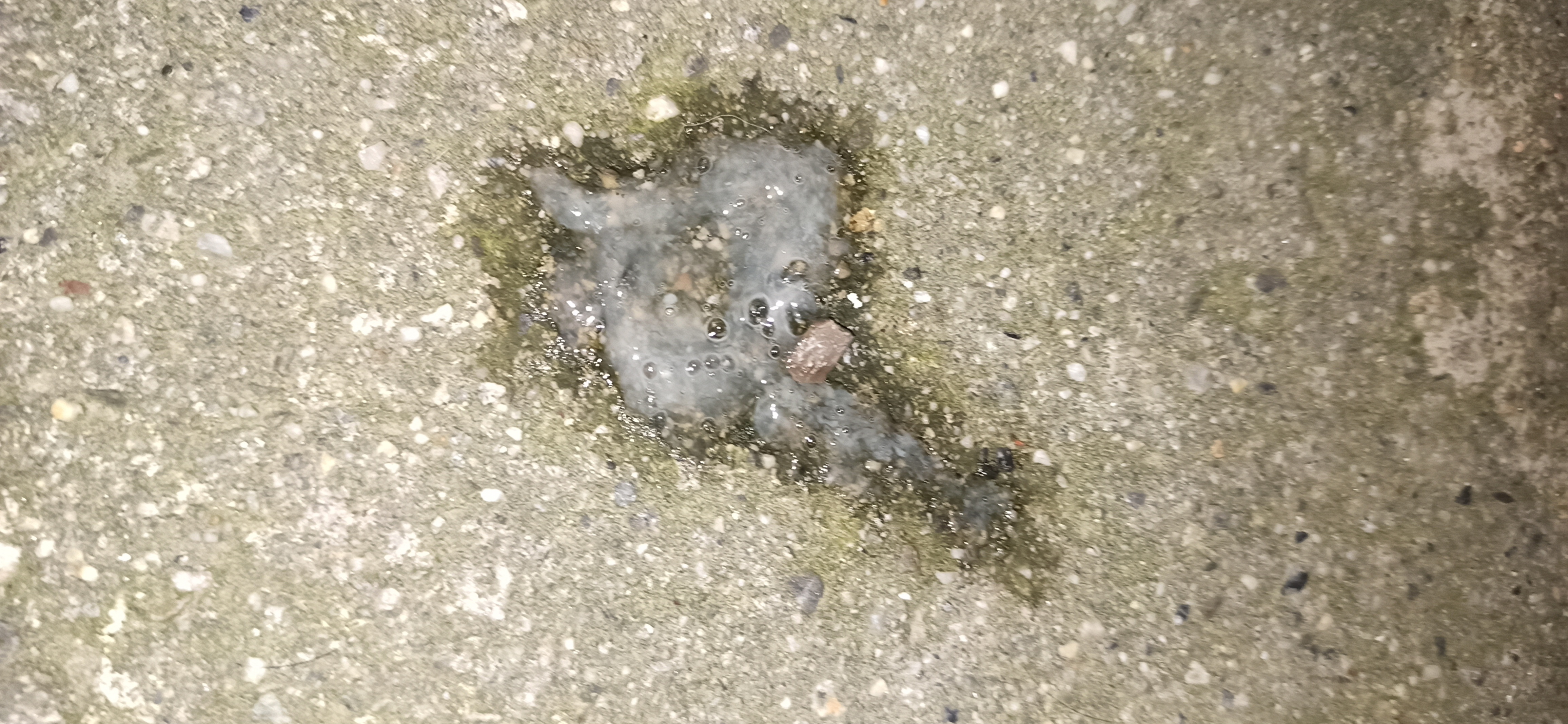
Glaire visqueuse crachée au sol.

Une glaire est une sécrétion visqueuse des muqueuses. Elle peut être produite pendant une pathologie infectieuse ou une exposition irritante.

## Voir
- mucus
- glaire cervicale
- glaire des bronches (Aspergillose bronchopulmonaire allergique)

## Plantes à propriété antiglaireuse
- Tussilage
- Primevère officinale
- Marrube blanc
- Anis vert
- Fenouil commun
- Basilic